# Maiolati Spontini
Maiolati Spontini é uma comuna italiana da região dos Marche, província de Ancona, com cerca de 5 734 habitantes. Estende-se por uma área de 21 km², tendo uma densidade populacional de 273 hab/km². Faz fronteira com Belvedere Ostrense, Castelbellino, Castelplanio, Cupramontana, Jesi, Monte Roberto, Rosora, San Marcello.

## Demografia
| Variação demográfica do município entre 1861 e 2011                               |
|                                                                                   |
| Fonte: Istituto Nazionale di Statistica (ISTAT) - Elaboração gráfica da Wikipedia |